# 千野志麻
千野 志麻（ちの しお、1977年8月9日 - ）は、日本のフリーアナウンサー、タレント。元フジテレビジョンアナウンサー。静岡県沼津市出身。

## 来歴
父は2003年から沼津市議会議員の千野慎一郎。兄が1人いる。
趣味はクラシックバレエ・乗馬・テニス・お茶・お花・ゴルフ
名前「志麻（しお）」は、両親が聖書の「あなたがたは地の塩、世の光である」（マタイによる福音書第5章第13 - 16節）から引用、人間にとって欠かせない存在になってほしいとの願いが込められている。3歳から大学2年生まで、クラシックバレエをやっていた。不二聖心女子学院中学校・高等学校、聖心女子大学文学部卒業。大学在学中の1997年1月から、日本テレビの『知ってるつもり?!』で関口宏のアシスタントを務める。その関係で三桂に所属していたこともある。
2000年、フジテレビに入社。同期入社のアナウンサーには、梅津弥英子、政井マヤがいる。また、相川梨絵、安藤幸代、滝川クリステルは準同期である。2000年、2001年にトーク番組『チノパン』の司会を担当。以降、「チノパン」の愛称で親しまれる。2005年12月にフジテレビを退社。
2006年、福田康夫の甥でゴールドマン・サックス社員（当時38歳）と結婚。2004年10月から交際し、バリやハワイなどに旅行する姿も目撃されていた。2005年10月1日に結納を交わし、2006年4月1日に挙式。東京・ホテルオークラで行われた結婚披露宴では、新郎の伯父である福田、主賓の森喜朗、扇千景、安倍晋三などの政治家や、皇太子徳仁親王妃雅子（当時。現在の皇后雅子）の母である小和田優美子らが出席した。媒酌人は岡野光喜・スルガ銀行社長夫妻、披露宴の司会を務めたのはフジテレビ時代の上司の露木茂と先輩の内田恭子であった。
2008年1月18日、妊娠が報じられ、出演していた日本テレビ『ラジかるッ』で報告した。二卵性の双子であり、つわりが重く、妊娠3ヶ月までは番組収録後にトイレに駆け込むことが多かった。予定日より2ヶ月早い2008年6月5日に帝王切開で双子の男児を出産。6月30日に自身のブログで、育児を優先する事を理由にブログを休止し、雑誌以外の仕事もしばらく休業することを発表した。2009年12月11日に第3子の女児を帝王切開で出産。
一時は、結婚退社後引退すると言われ、子育てを優先しつつも引き続きフリーとして活動していた。フジテレビ退社後はハーモニープロモーションと業務提携していたが、2011年5月末で提携を解消した。

## 自動車運転過失致死事件
2013年1月2日、静岡県沼津市のホテルの駐車場で、千野が自身の運転する自動車で、場内を歩いていた38歳の男性看護師をはねて死亡させるという事故を起こし、同年2月12日に自動車運転過失致死の疑いで、静岡県沼津警察署により書類送検された。この事故ののちに、出演していた番組を全て降板した。2013年12月27日、静岡区検察庁から略式起訴され、静岡簡易裁判所で100万円の罰金刑に処され即日納付した。

## 事故後
2023年10月、国立映画アーカイブで開催された『月丘夢路 井上梅次 100年祭』レセプションに訪問。

## フジテレビ退社後の出演番組

### テレビ
- ラジかるッ金曜（日本テレビ、2006年10月6日 - 2008年3月28日）[注 2]

### ラジオ
- I LOVE MUSIC treasure chest（JFN配給、2006年10月1日 - 2007年3月）
- MAGIC702 MAGIC TALK（地上デジタル音声放送実用化試験局、2007年7月 - 2008年3月）
- 就職戦士ブンナビ!（文化放送、2011年12月 - 2013年1月降板）

### CM
- エステティックTBC（2007年1月 - 3月）
- ベンザブロックIP（武田薬品工業、2010年度下半期）
- 静岡こども救急電話相談#8000 （静岡県、2010年10月 - ）

## フジテレビ時代の出演番組

### テレビ

#### ニュース番組
- FNNレインボー発（2005年7月 - 12月、月曜日担当） - 同番組初の女性キャスター。

#### バラエティ
- チノパン
- エブナイTHURSDAY
- F2
- う!ウマいんです。（レポーター、6回出演）
- トリビアの泉 〜素晴らしきムダ知識〜（トリビアの種No.111：耳で聞いた時、最も不愉快に感じる「はぁ？」の言い方は語尾を上げて短く強めの「はぁ？」のモデル）
- スマックダウン
- ガチャガチャポン!（2005年4月11日 - 2006年3月20日） - 近所の万野さん 役

#### テレビドラマ
- 世にも奇妙な物語 2001年秋の特別編 「ママ新発売!」（2001年10月4日） - テルのママ 役

## 書籍
- 30代からのしあわせ子育てノート (2009年10月21日、アスコム、ISBN 978-4-7762-0566-1)